# Soledad Vélez
Soledad Vélez (Concepción (ciutat xilena), 1988) és una cantant i compositora xilena resident a València des dels anys 2000. Inicialment cantava en anglès però més endavant va canviar al castellà. En el tercer disc deixà de fer música de l'estil folk passant a l'electrònica.
Amb 19 anys deixà la seua carrera d'arquitecta i se n'anà de Xile per a iniciar una carrera musical. Inicialment Argentina fou la seua primera opció però el 2011 es va decidir per València per un amic amb un projecte musical que no tirà endavant.

## Discografia
- Black light in the forest, EP, 2011
- Wild fishing, àlbum, Absolute Beginners,[3] 2012
- Run with wolves, àlbum, 2013[4]
- Dance and Hunt, àlbum, 2016[2]
- Nuevas Épocas, àlbum, Subterfuge, 2018[1]